# (474002) 2016 FP35
(474002) 2016 FP35 es un asteroide perteneciente al cinturón de asteroides, descubierto el 3 de marzo de 2005 por el equipo del Spacewatch desde el Observatorio Nacional de Kitt Peak, Arizona, Estados Unidos.

## Designación y nombre
Designado provisionalmente como 2016 FP35.

## Características orbitales
2016 FP35 está situado a una distancia media del Sol de 2,352 ua, pudiendo alejarse hasta 2,698 ua y acercarse hasta 2,006 ua. Su excentricidad es 0,146 y la inclinación orbital 2,241 grados. Emplea 1317 días en completar una órbita alrededor del Sol.

## Características físicas
La magnitud absoluta de 2016 FP35 es 18,075.